# Czepka
Czepka – rodzaj diagramowego zadania szaradziarskiego, w którym wyrazy wpisywane do diagramu, zazwyczaj tej samej długości, mają pewne litery wspólne i „zaczepiają się” nimi.

## Przykład i sposób rozwiązywania

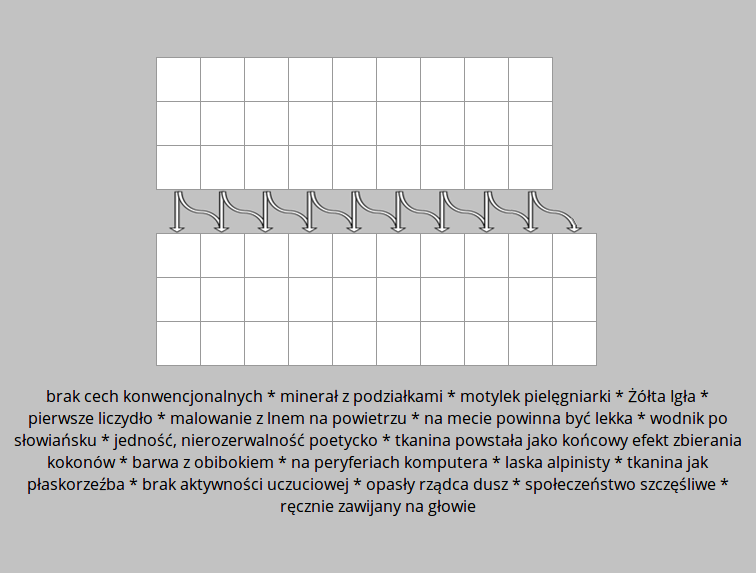
Zadanie
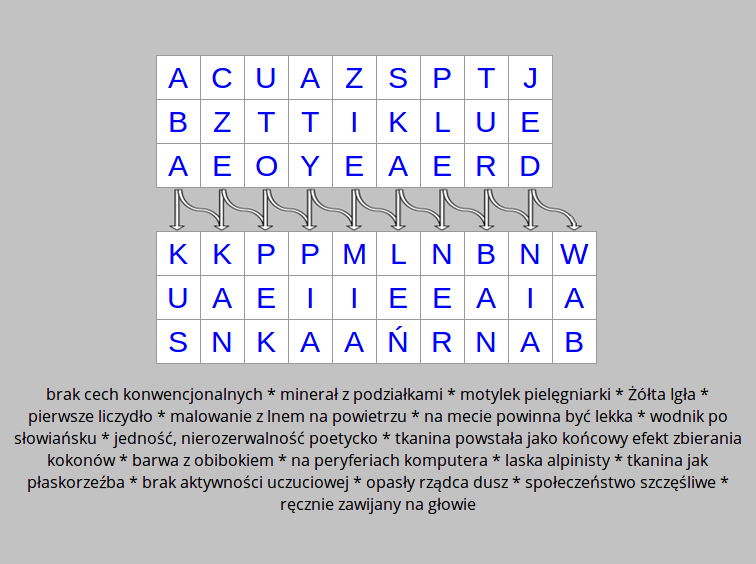
Rozwiązanie. Podany w pierwszej kolumnie człon pionowy ABA tworzy zarówno wyrazy ABAKUS, jak i ABAKAN. Podobnie, kolejne człony tworzą po dwa wyrazy (CZEKAN i CZEPEK itp).[1].